# Algernon Strutt (3e baron Belper)
Algernon Henry Strutt (6 mai 1883 - 20 mai 1956) est un noble britannique, titré 3e baron Belper.

## Biographie
Il est le fils de Henry Strutt (2e baron Belper) et Margaret Coke.
Il entre dans l'armée britannique en août 1908 et obtient le grade de lieutenant au service du 2d Life Guards. Il devient 3e baron Belper, de Belper, le 26 juillet 1914. Il occupe le poste de lieutenant adjoint du Nottinghamshire.
Il épouse Eva Isabel Marion Bruce, fille d'Henry Bruce (2e baron Aberdare) et Constance Mary Beckett le 26 avril 1911 à Église Sainte-Marguerite de Westminster. Le couple divorce en 1922 après avoir eu trois enfants :
- Alexander Strutt (4e baron Belper) (1912–1999), épouse Zara Sophie Kathleen Mary Mainwaring, fille de Henry Stapleton Mainwaring, 5e baronnet et Generis Alma Windham Williams-Bulkeley, le 15 novembre 1940. Divorce en 1949.
- Michael Strutt (1914-25 août 1942) épouse Arielle Frazer, fille de Joseph Washington Frazer (en), le 15 juillet 1939. Décédé le 25 août 1942, tué avec le prince George, duc de Kent dans un accident d'avion en service actif.
- Lavinia Strutt (1916–1995) épouse Bernard Marmaduke Fitzalan-Howard, 16e duc de Norfolk, fils de Henry Fitzalan-Howard (15e duc de Norfolk) et Gwendoline Mary Herries, baronne Herries de Terregles, le 27 janvier 1937.

Il se remarie avec Angela Mariota Tollemache, fille d'Alfred Douglas Tollemache et Alice Mary Head, le 12 juillet 1923. Ils ont deux enfants :
- Peter Algernon Strutt (18 juin 1924-27 octobre 2007) épouse Gay Mary Fison, fille de Frank Guy Clavering Fison et Evelyn Alice Mary Bland, le 10 janvier 1953. Il obtient la croix militaire en servant avec les gardes de Coldstream en 1945[4].
- Desmond Rupert Strutt (17 juin 1926 - 27 février 1993) épouse Jean Felicity Erskine, fille du capitaine Francis Walter Erskine et Phyllis Burstall, le 10 juillet 1951. Divorcé en 1961. Remarié avec Lucy Gwendolen Stirling-Home-Drummond-Moray, fille du major James William Stirling-Home-Drummond-Moray, 21e d'Abercairny et Jeanetta Ruth Montagu Douglas Scott, le 11 juillet 1964.